# Rhopus urbanus
Rhopus urbanus är en stekelart som beskrevs av Prinsloo 1989. Rhopus urbanus ingår i släktet Rhopus och familjen sköldlussteklar. Inga underarter finns listade i Catalogue of Life.